# ديموغرافيا الإمبراطورية الرومانية

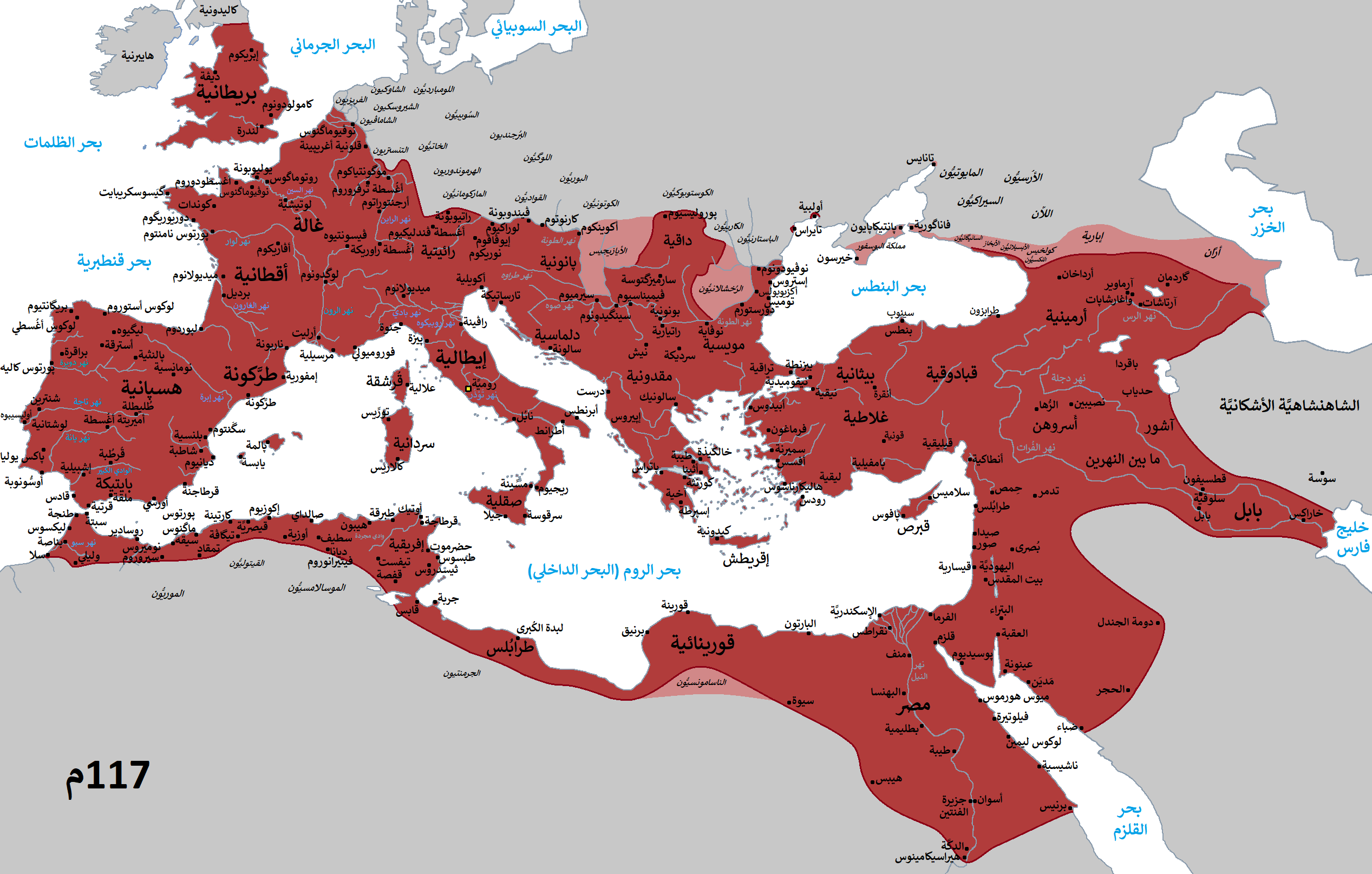
الإمبراطورية الرومانية في أقصى حد لها ، في عهد تراجان 117 م

ديموغرافيًا، كانت الإمبراطورية الرومانية تمثل دولة ما قبل حديثة نموذجية. كان لديها معدل وفيات أطفال مرتفع، وسن زواج منخفض، ونسبة ولادات عالية ضمن الزواج. ربما مات نصف الرعايا الرومان في سن الخامسة. ومن بين أولئك الذين بقوا على قيد الحياة بعد سن العاشرة، مات نصفهم في سن الخمسين. وفي ذروة الإمبراطورية الرومانية، بعد الطاعون الأنطوني عام 160 ميلادي، كان عدد سكانها حوالي 60- 70 مليونًا وتبلغ الكثافة السكانية حوالي 16 فردًا لكل كيلومتر مربع. على عكس المجتمعات الأوروبية في الفترات الكلاسيكية والعصور الوسطى، كان لدى روما معدلات تحضر عالية غير عادية. خلال القرن الثاني الميلادي، كان عدد سكان مدينة روما أكثر من مليون نسمة. لم تملك أي مدينة غربية هذا العدد مرة أخرى حتى القرن التاسع عشر.

## خلفية
بالنسبة للأراضي المحيطة بالبحر الأبيض المتوسط، ومناطقها النائية، كانت الفترة من الألفية الثانية قبل الميلاد إلى أوائل الألفية الأولى للميلاد فترة نمو سكاني كبير. شهد ما سيصبح أراضي الإمبراطورية الرومانية معدل نمو سكاني سنوي بلغ حوالي 0.1 بالمئة من القرن الثاني عشر قبل الميلاد إلى القرن الثالث الميلادي، ما أدى إلى تضاعف إجمالي عدد سكان المنطقة أربع مرات. كان النمو أبطأ حول شرق البحر الأبيض المتوسط، والذي كان بالفعل أكثر تطورًا في بداية الفترة، بحوالي 0.07 بالمئة سنويًا. كان هذا نموًا أقوى من ذلك الذي حصل في الفترة التالية؛ من حوالي 200 ميلادي إلى 1800 ميلادي، شهد النصف الأوروبي من الإمبراطورية حوالي 0.06 إلى 0.07 بالمئة فقط من النمو السنوي (شهدت أوروبا ككل معدلات نمو سنوية 0.1 بالمئة)، ولم تشهد أجزاء شمال إفريقيا وغرب آسيا من الإمبراطورية تقريبًا نموًا على الإطلاق.
وبالمقارنة، فإن ما يُعرف الآن بإقليم الصين قد شهد نموًا سنويًا بنسبة 0.1 بالمئة من 1 ميلادي إلى 1800 ميلادي. بعد انخفاض عدد السكان في أعقاب تفكك النصف الغربي من الدولة الرومانية في القرنين الخامس والسادس، ربما أعادت أوروبا تحقيق إجمالي عدد السكان الذي كان في العصر الروماني في القرنين الثاني عشر والثالث عشر، وبعد انخفاض آخر مرتبط بالطاعون الأسود، وتجاوزت العدد باستمرار بعد منتصف القرن الخامس عشر.
لا توجد سجلات باقية موثوقة للديموغرافيا العامة للإمبراطورية الرومانية. لا توجد سجلات محلية مفصلة، مثل التي تقوم عليها الدراسة الديموغرافية لأوروبا الحديثة المبكرة، أيضًا. هناك أعداد كبيرة من الملاحظات الانطباعية والأخلاقية والقصصية حول الديموغرافيا من المصادر الأدبية. تُعد المصادر الأدبية قليلة الفائدة في دراسة الديموغرافيا الرومانية، إذ تميل إلى الاعتماد بدلًا من ذلك على التخمين والمقارنة، بدلًا من السجلات والملاحظات.

## الوفيات
عندما يؤخذ معدل وفيات الرضع المرتفع في الاعتبار (متوسط العمر المتوقع عند الولادة)، كان متوسط العمر المتوقع عند الولادة لسكان الإمبراطورية الرومانية حوالي 25 عامًا. ومع ذلك، عندما يُؤخذ معدل وفيات الرضع في الحسبان، يتضاعف متوسط العمر المتوقع إلى أواخر الخمسينات. إذا نجا الرومان من طفولتهم حتى منتصف سن المراهقة، فيمكنهم، في المتوسط، العيش ما يقرب من ستة عقود من الحياة، على الرغم من أن العديد منهم عاشوا حياة أطول أو أقصر لأسباب مختلفة. على الرغم من أن هذا الرقم يعتمد على التخمين أكثر من الأدلة القديمة، المتناثرة وذات النوعية المشكوك فيها، يُعد الرقم نقطة إجماع عام بين مؤرخي تلك الفترة. ينشأ من المقارنة بين الدول؛ نظرًا للظروف الاجتماعية والاقتصادية المعروفة للإمبراطورية الرومانية، يجب أن نتوقع متوسط العمر المتوقع بالقرب من الحد الأدنى لسكان ما قبل العصر الحديث. تحمل الديموغرافيا الرومانية مقارنة بالبيانات المتاحة للهند وريف الصين في أوائل القرن العشرين، حيث كان متوسط العمر المتوقع عند الولادة أيضًا في بداية العشرينات.
نجت حوالي 300 إفادة إحصائية مقدمة في مصر في القرون الثلاثة الأولى بعد الميلاد. استخدمها ر. بانغال وب. فرير لبناء التوزيعات العمرية للإناث والذكور، والتي تظهر متوسط العمر المتوقع عند الولادة بين 22 و25 عامًا، وتتوافق النتائج بشكل عام مع جداول الحياة النموذجية. تشمل المصادر الأخرى المستخدمة لإعادة بناء عدد السكان، الهياكل العظمية في المقابر وشواهد القبور الرومانية في شمال إفريقيا وجدول المعاشات المعروف باسم جدول حياة أولبين. يُعد أساس وتفسير هذه المصادر محل خلاف؛ لا يمكن تأريخ الهياكل العظمية بصورة قطعية، وتظهر شواهد القبور مجموعة عينات غير تمثيلية، ومصادر جدول حياة أولبين غير معروفة. ومع ذلك، لأنها تتقارب مع معدلات بقاء النخبة الرومانية المنخفضة الموضحة في المصادر الأدبية، ولأن أدلتهم تتوافق مع البيانات من السكان الذين لديهم معدلات وفيات عالية نسبيًا، كما هو الحال في القرن الثامن عشر في فرنسا، وأوائل القرن العشرين في الصين والهند ومصر، فهي تعزز الافتراض الأساسي للديموغرافيا الرومانية؛ أن متوسط العمر المتوقع عند الولادة كان في بداية العشرينات.
نظرًا لعدم وجود عدد من السكان الذين نجت الملاحظات الدقيقة لديهم مثل متوسط العمر المتوقع المنخفض، يجب استخدام جداول الحياة النموذجية لفهم الديموغرافيا العمرية لهذه المجموعة السكانية. تصف هذه النماذج، بناءً على البيانات التاريخية، السكان النموذجيين عند مستويات مختلفة من الوفيات. من أجل الملخص الديموغرافي للإمبراطورية الرومانية، استخدم بروس فرير إطار العمل النموذجي الغربي، لأنه الأكثر عمومية وقابل للتطبيق على نطاق واسع. نظرًا لأنه يعتمد على إدخال تجريبي واحد فقط، يمكن لجدول الحياة النموذجي تقديم صورة تقريبية جدًا للديموغرافيا الرومانية. في نقطتين مهمتين، قد يحرف الجدول بشكل خطير الوضع الروماني؛ العلاقة الهيكلية بين وفيات الأحداث والبالغين، ومعدلات الوفيات النسبية بين الجنسين. على أي حال، من المتوقع أن يكون معدل الوفيات الروماني قد تغير بشكل كبير عبر الأزمنة والأماكن وربما الطبقات. لنك يكون تغيير لمدة عشر سنوات أمرًا غير عادي. وبالتالي، فإن متوسط العمر المتوقع بين 20 و30 عامًا أمر معقول، على الرغم من أنه قد يُتغاضى عنه في أي من الاتجاهين في المناطق الهامشية (على سبيل المثال، المناطق الحضرية غير المستقرة من جهة؛ والمستوطنات عالية الكثافة منخفضة الكثافة من جهة أخرى).